# Macrogenioglottus alipioi
Macrogenioglottus alipioi é uma espécie de anfíbio  da família Odontophrynidae. É a única espécie descrita para o género Macrogenioglottus. Endêmica do Brasil, pode ser encontrada nos estados de Sergipe, Alagoas, Bahia, Espírito Santo, Rio de Janeiro e São Paulo.
Os seus habitats naturais são: florestas subtropicais ou tropicais húmidas de baixa altitude, marismas intermitentes de água doce e plantações. Está ameaçada por perda de habitat.